# Ștefan Buzan
Ștefan Buzan (n. 23 decembrie 1866, Mureșeni – d. 29 martie 1953, Mureșeni) a fost un deputat în Marea Adunare Națională de la Alba Iulia, organismul legislativ reprezentativ al „tuturor românilor din Transilvania, Banat și Țara Ungurească”, cel care a adoptat hotărârea privind Unirea Transilvaniei cu România, la 1 decembrie 1918.:p. 77

## Biografie
Născut în localitatea Mureșeni în anul 1866, Ștefan a urmat studiile celor patru clase primare și alte două secundare, în cursul vieții sale ocupându-se cu agricultura. Mai târziu ajunge să ocupe funcția de vicepreședinte al Sfatului Național Român din Mureșeni. După anul 1918 ajunge cantor la biserica din satul său natal. A decedat la data de 29 martie 1953.

## Activitatea politică
A fost ales ca delegat titular al cercului electoral nr. 1 Târgu-Mureș, la Marea Adunare Națională de la Alba Iulia de la 1 decembrie 1918.:p. 249